# Келнач
Келнач (рум. Călnaci) — село у повіті Харгіта в Румунії. Входить до складу комуни Субчетате.
Село розташоване на відстані 274 км на північ від Бухареста, 63 км на північний захід від М'єркуря-Чука, 134 км на схід від Клуж-Напоки, 134 км на північ від Брашова.

## Населення
За даними перепису населення 2002 року у селі проживали 290 осіб, з них 288 осіб (99,3%) румунів. Усі жителі села рідною мовою назвали румунську.